# Asperula fragillima
Asperula fragillima är en måreväxtart som beskrevs av Pierre Edmond Boissier och Heinrich Carl Haussknecht. Asperula fragillima ingår i släktet färgmåror, och familjen måreväxter.
Artens utbredningsområde är Iran. Inga underarter finns listade i Catalogue of Life.